# 向父肹
向父肹（？—？），子姓，名肹，字向父，是宋桓公的儿子，宋襄公的弟弟。
向父肹的后裔以其字向父为氏，立向氏，也是后世向姓的来源之一。

## 子孙
- 子：訾守，司城
  - 孙：向鳣，小司寇
  - 孙：向戌，左师[2]